# Ugly God
Ройс Родригез (род. 19 сентября 1996 года, Индиана, США ), больше известный как Ugly God — американский рэпер и продюсер. Наиболее известен своим синглом	«Water», который достиг 80 места в чарте Billboard Hot 100.
Его дебютный студийный альбом Bumps & Bruises был выпущен 9 августа 2019 на лейбле Asylum Records.

## Раняя жизнь
Ройс Родригез родился 19 сентября 1996. Его отец афро-доминиканец, а мать афро-американка. Ройс рос изучая английский и испанский языки.

## Псевдоним
Изначально его псевдоним был Pussy Bacon. Его новый псевдоним, Ugly God является импровизацией. Он был выбран из-за его родителей и социальных причин.

## Карьера
4 августа 2017 Ugly God выпустил микстейп The Booty Tape.
13 июня 2017, Ugly God был выбран, как фрешмен журналом XXL.
Американский рэпер Lil Yachty выпустил песню «Boom!» при участии Ugly God, она была выпущена 9 марта 2018 в альбоме Lil Boat 2.
28 марта 2019 года Ройс выпустил сингл «Hello» при участии американского рэпера Lil Pump. 
9 августа 2019 года Ugly God выпустил дебютный студийный альбом Bumps & Bruises. Альбом был выпущен вместе с делюкс-версией с двумя дополнительными песнями.

## Дискография

### Студийные альбомы
| Название        | Детали                                                                           | Высшая позиция в чарте |
| Название        | Детали                                                                           | US                     |
| --------------- | -------------------------------------------------------------------------------- | ---------------------- |
| Bumps & Bruises | - Выпущен: 9 августа 2019 - Лейбл: Asylum - Форматы: Цифровая загрузка, стриминг | 46                     |

### Мини-альбомы
| Название                                 | Детали                                                                     |
| ---------------------------------------- | -------------------------------------------------------------------------- |
| Just a Lil Something Before the Album... | - Выпущен: 24 апреля 2018 - Лейбл: Без лейбла - Форматы: Цифровая загрузка |

### Микстейпы
| Название                               | Детали                                                                                    | Высшая позиция в чартах |
| Название                               | Детали                                                                                    | US                      |
| -------------------------------------- | ----------------------------------------------------------------------------------------- | ----------------------- |
| The Booty Tape                         | - Выпущен: 4 августа 2017 - Лейбл: Asylum - Форматы: Цифровая загрузка, стриминг          | 27                      |
| UGLYGOBLIN (совместно с Rizzoo Rizzoo) | - Выпущен: 3 января 2020 - Лейбл: The Sauce Familia - Форматы: Цифровая загрузка стриминг |                         |

### Синглы

#### Как главный артист
| Название                                   | Год  | Высшая позиция в чартах | Сертификация     | Альбом            |
| Название                                   | Год  | US                      | Сертификация     | Альбом            |
| ------------------------------------------ | ---- | ----------------------- | ---------------- | ----------------- |
| "I Beat My Meat"                           | 2016 | —                       |                  | Non-album single  |
| "Water"                                    | 2016 | 80                      | - RIAA: Platinum | The Booty Tape    |
| "Fuck Ugly God"                            | 2017 | —                       |                  | The Booty Tape    |
| "No Lies"                                  | 2017 | —                       |                  | The Booty Tape    |
| "Walter" (совместно с Austin Makes Noises) | 2017 | —                       |                  | Non-album singles |
| "Lettetznow"                               | 2018 | —                       |                  | Non-album singles |
| "I'mma Dog" (при участии PnB Rock)         | 2018 | —                       |                  | Non-album singles |
| "Hello" (при участии Lil Pump)             | 2019 | —                       |                  | Bumps & Bruises   |
| "Lost in the Sauce"                        | 2019 | —                       |                  | Bumps & Bruises   |

### Гостевое участие
| Название         | Год  | Исполнитель(и)                  | Альбом             |
| ---------------- | ---- | ------------------------------- | ------------------ |
| "Rari"           | 2016 | Carnage, Lil Yachty, Famous Dex | н/д                |
| "Gang Shit"      | 2016 | Lil Pump                        | н/д                |
| "New Glock"      | 2016 | Famous Dex                      | Dexter the Robot   |
| "Humble Yahself" | 2017 | Max P                           | н/д                |
| "Wya? (Remix)"   | 2017 | Wifisfuneral                    | Boy Who Cried Wolf |
| "1Day"           | 2017 | PnB Rock                        | Catch These Vibes  |
| "Lied"           | 2017 | DJ Flipp, Smokepurpp            | н/д                |
| "Boom!"          | 2018 | Lil Yachty                      | Lil Boat 2         |
| "Kathleen"       | 2018 | Yung Gravy                      | Snow Cougar        |
| "Let It Eat"     | 2018 | Comethazine                     | Bawskee            |
| "Chapter One"    | 2019 | Wun Two                         | Pirata             |
| "Chapter Two"    | 2019 | Wun Two                         | Pirata             |
| "Chapter Three"  | 2019 | Wun Two                         | Pirata             |
| "Chapter Four"   | 2019 | Wun Two                         | Pirata             |